# 前田紀貞
前田 紀貞（まえだ のりさだ、1960年5月12日 - ）は、日本の建築家。安田女子大学家政学部生活デザイン学科教授。建築設計事務所「前田アトリエ 都市｜建築」（2018年に前田紀貞アトリエより改名）顧問。京都精華大学客員教授、日本大学非常勤講師、法政大学工学部非常勤講師を歴任。2008年より前田紀貞建築塾を主催し、独自の「建築道」を唱えつつ、自身の教育機関やアトリエにて講演会、レクチャー、勉強会など、未来に建築を志す後進たちの育成を行う。禅道にならった「建築道」は、建築のエゴイスティックな意匠操作を排除した空間の生成法として、「ルール性」「アルゴリズム的建築」等に作品化されている。一見した独自の意匠の根には道元、マルティン・ハイデッガー、鈴木大拙、西田幾多郎などの現象学的・存在論的空間、禅哲学への希求が横たわっている。加賀藩の上士・前田図書家（前田利家の六男利貞の家系）13代。石川県人会理事。現在、金沢にある前田家菩提寺である護国山宝円寺にて「宝円寺街づくり委員会」を主宰。父は、代々木ゼミナール「前田の物理」の物理講師である前田和貞。

## 経歴
- 1960年：東京都生まれ
- 1985年：京都大学工学部建築学科 卒業
- 1990年まで：大成建設設計本部 勤務
- 1990年：前田紀貞アトリエ一級建築士事務所 設立
- 2008年：前田紀貞建築塾 主宰（2018年に前田建築塾に改名）
- 2018年：安田女子大学家政学部生活デザイン学科教授
- 2018年：前田アトリエ 都市｜建築 一級建築士事務所に社名変更

## 代表作
- 1993年：HOUSE in KAMIFUKUOKA
- 1994年：SEIJYO
- 1994年：FUNES
- 1995年：FOX
- 1997年：ALICE
- 1998年：MAT BUILDING
- 1999年：DRAG ON
- 2000年：FLAMINGO
- 2001年：WEB
- 2001年：TANGO
- 2001年：c-Lip
- 2002年：BORZOI
- 2002年：Knockout the moonlight
- 2002年：DEVICE #9
- 2003年：THE ROSE
- 2003年：MUSH/ROOM
- 2003年：PHIARO corporation headquarters
- 2004年：CIRCUS & CIRCUS
- 2004年：KLEIN
- 2005年：L.A.
- 2005年：MALIBU
- 2005年：FONTANA
- 2005年：HARLLEM
- 2006年：THEN?
- 2006年：K-8000
- 2007年：GIG ANTIC
- 2007年：GIN BUSHI
- 2007年：INAX GINZA
- 2008年：Ag+
- 2008年：UN SUI
- 2008年：MACHINE HEAD
- 2009年：PICNIC
- 2009年：Celluloid Jam
- 2009年：Celluloid Jam
- 2009年：PLASTIC MOON
- 2009年：I remember you
- 2013年：TORUS
- 2013年：EAST & WEST
- 2014年：ORANGE
- 2017年：NOSTALGHIA

## 受賞
- 1987年：第06回SD REVIEW 入選
- 1991年：第10回SD REVIEW 入選
- 1994年：第13回SD REVIEW 入選
- 1995年：東京都建築士事務所協会住宅賞
- 1998年：インターイントラスペース・デザインセレクション 優秀賞
- 1998年：インテリアプランニング賞 優秀賞
- 2000年：日本建築学会作品選集
- 2003年：日本建築学会作品選集
- 2003年：INAXデザインコンテスト 最優秀賞
- 2004年：Premio Dedalo Minosseデダロ・ミノス国際賞
- 2004年：IIDD特別賞
- 2008年：ディスプレイ産業賞 経済産業大臣賞
- 2008年：ディスプレイデザイン奨励賞
- 2014年：アルゴリズミック・デザイン クエスト 国際プログラムコンペティション Short Listed
- 2018年：TRAA Taiwan Residential Architecture Award